# Šantić (Adelsgeschlecht)
Šantić (Santic)  ist ein Ur- und Hochadelsgeschlecht bosnischer und kroatischer Herkunft, das vor dem Jahr 1400 entstand und zu den sechs mächtigsten Adelsfamilien Bosniens gehört, alle Familienmitglieder tragen den Titel Knes (Fürst).
Das berühmteste Mitglied der Familie ist Batalo Šantić (?–1404) der die Schwester des bosnischen Großherzogs Prinzessin Resa Vukčić heiratete. Die Familie floh während des Ersten Weltkriegs in die Niederlande. Die meisten Menschen mit dem Namen Santic oder Šantić stammen tatsächlich aus dieser Familie.